# Schweizer Hitparade
Schweizer Hitparade är Schweiz huvudlista för musikförsäljning. Här listas de bästa singlarna och albumen inom olika genrer i Schweiz.
Schweiziska listorna inkluderar:
- Singlar Top 100 (lanserad 1968)
- Album Top 100 (lanserad under sent 1983)
- Samlingar Top 25
- Airplay Top 30

Veckolistorna uppdateras på söndagarna, och publiceras kommande onsdagskväll.